# 大垌镇 (博白县)
大垌镇，是中华人民共和国广西壮族自治区玉林市博白县下辖的一个乡镇级行政单位。

## 行政区划
大垌镇下辖以下地区：
凤坪村、石龙村、大垌村、金固村和栗桂村。